# Pinos Puente
Pinos Puente é um município da Espanha na província de Granada, comunidade autónoma da Andaluzia, de área 99 km² com população de 13540 habitantes (2007) e densidade populacional de 135,10 hab/km².

## Demografia
| Variação demográfica do município entre 1991 e 2004 | Variação demográfica do município entre 1991 e 2004 | Variação demográfica do município entre 1991 e 2004 | Variação demográfica do município entre 1991 e 2004 |
| --------------------------------------------------- | --------------------------------------------------- | --------------------------------------------------- | --------------------------------------------------- |
| 1991                                                | 1996                                                | 2001                                                | 2004                                                |
| 13 132                                              | 13 275                                              | 13 422                                              | 13 303                                              |